# Roto (álbum)
Roto es el disco debut del cantante y compositor Enrique Campos y fue lanzado el 1 de marzo de 2019. Recibió las nominaciones a Mejor Álbum de Tango en los Premios Latin Grammy y Carlos Gardel.
Fue grabado en vivo en los Estudios Ion por Leonardo Cecchia el 4 y 5 de octubre de 2018, en Buenos Aires. El álbum fue mezclado y masterizado por Maximiliano Forestieri en Templo de Mezcla y la producción estuvo a cargo de Enrique Campos y Pablo Di Nardo. 

## Listado de canciones
| N.º   | Título                               | Escritor(es)                          | Duración |  |
| 1.    | «Pasional»                           | Mario Soto;Jorge Caldara              | 3:07     |  |
| 2.    | «Loca Tuca de Dios»                  | Fito Paez                             | 3:02     |  |
| 3.    | «Maquillaje»                         | Virgilio Expósito; Homero Expósito    | 2:23     |  |
| 4.    | «Luna Nueva»                         | Pablo di Nardo                        | 2:59     |  |
| 5.    | «Che, bandoneón»                     | Aníbal Troilo; Homero Manzi           | 3:33     |  |
| 6.    | «Percal»                             | Domingo Federico; Homero Expósito     | 2:53     |  |
| 7.    | «Cuando ya me empiece a quedar solo» | Charly García                         | 3:17     |  |
| 8.    | «La vi llegar»                       | Enrique Mario Francini;Julián Centeya | 3:25     |  |
| 9.    | «Zamba para olvidarte»               | Daniel Toro                           | 4:17     |  |
| 10.   | «Cristal» (con María Graña)          | Mariano Mores; José María Contursi    | 3:57     |  |
| 11.   | «Indiferente»                        | Enrique Campos                        | 3:31     |  |
| 12.   | «Canción Desesperada»                | Enrique Santos Discépolo              | 1:55     |  |
| 38:19 |                                      |                                       |          |  |

## Créditos de grabación[3][4]
- Enrique Campos: voz
- Pablo Di Nardo: piano
- Pablo Martín: contrabajo
- Martín Morales: guitarra
- Martín Sued: bandoneón, excepto en los temas 9, 10 y 11
- Patricio Bonfiglio: bandoneón en los temas 10 y 11
- Grabado por Leonardo Cecchia en Estudios ION
- Mezclado y Masterizado por Maximiliano Forestieri en Templo de Mezcla
- Producción: Enrique Campos y Pablo di Nardo
- Dirección musical y arreglos: Pablo di Nardo
- Coproducción: Pablo Martín y Guillermo Piccolini
- Dirección de voces: Jose García Moreno
- Producción Ejecutiva: Agustina Fernández y Agustina Valenzuela
- Productor fonográfico: Enrique Campos

## Arte de Tapa
La tapa de “Roto” fue realizada por el prestigioso diseñador gráfico Alejandro Ros, que también creó míticas portadas de álbumes de: Soda Stereo, Luis Alberto Spinetta, Gustavo Cerati, Los Fabulosos Cadillacs, Divididos, Fito Páez, Miranda! y Babasónicos, entre los más destacados. Las fotos son de Marcelo Setton.

## Videoclip de Luna Nueva
Producido por LANDIA y dirigido por Martín Rietti (reconocido director que ha filmado campañas comerciales para primeras marcas internacionales y sus trabajos han sido galardonados con varios premios en el Festival Internacional de Creatividad Cannes Lions) y con la destacada dirección de arte a cargo de Sofía Alazraki y la cinematográfica de Diego Roblado.
“Luna Nueva” se presenta como un cuento barroco y surrealista, posicionándose al margen de falsas morales, ofreciendo una rica apropiación de mitologías de diversa tradición, hasta que una operación (interpretada por el propio Rietti) concluye este sensual aquelarre, con la extracción de la piedra de la locura.
Mientras el oráculo del Tarot presagia, un recorrido lleno de símbolos a interpretar, el protagonista, un malevo contemporáneo, interpretado por Enrique Campos, posee el poder mágico de regir las fases lunares: los elementos se alteran, las mareas sucumben, el ambiente se enrarece, las libidos se excitan hasta entrar en éxtasis.
Las fases de la luna forman una parte esencial del ritmo y la organización de la naturaleza. Existe una especial conexión entre la frecuencia que emana la luna en cada fase y la frecuencia mental de cada individuo, impactando inevitablemente en su comportamiento, el control de sus emociones, pensamientos, sentimientos y deseos.

## Premios y nominaciones[5][6]
| Año  | Premiación             | Categoría                      | Trabajo | Resultado |
| ---- | ---------------------- | ------------------------------ | ------- | --------- |
| 2019 | Premios Gardel         | Mejor Álbum Masculino de Tango | Roto    | Nominado  |
| 2019 | Premios Grammy Latinos | Mejor Álbum de Tango           | Roto    | Nominado  |